# 布莱恩·戴维斯 (1970年)
布赖恩·基思·戴维斯（英語：Brian Keith Davis，1970年6月21日—），美国NBA联盟职业篮球运动员。他在1992年的NBA选秀中第2轮第48顺位被菲尼克斯太阳选中。